# Budoželja
Budoželja (cyr. Будожеља) – wieś w Serbii, w okręgu morawickim, w gminie Ivanjica. W 2011 roku liczyła 214 mieszkańców.